# Pinctada imbricata
Pinctada imbricata är en musselart som beskrevs av Roding 1798. Pinctada imbricata ingår i släktet Pinctada och familjen Pteriidae. Inga underarter finns listade i Catalogue of Life.